# Tamerlán (opera)
Tamerlán (v originále Il gran Tamerlano) je název opery Josefa Myslivečka z roku 1771. Autorem libreta je Agostino Piovene.

## Hlavní postavy
- Tamerlán, tatarský vojevůdce (soprán)
- Bajazíd, sultán (bas)
- Asterie, jeho dcera (soprán)
- Andronico (alt)
- Irena (soprán)
- Daspes (alt)

Poznámka: Josef Mysliveček si mohl dovolit toto rozložení hlasů, neboť v Itálii bylo v té době běžně zvykem, že některé mužské role (v tomto případě Tamerlán, Andronico a Daspes) byly zpívány kastráty.

## Obsah
Opera Tamerlán má tři dějství. Její děj se odehrává v roce 1403 po bitvě u Angory.

### První dějství
Tamerlan se po vyhrané bitvě, ve které mimo jiné zajal i sultána Bajazída a jeho dceru, zamiluje do Astrerie. Ta však miluje řeckého vojevůdce Andronica. Tamerlán, který to netuší, nabízí Andronicovi trůn řeckého krále a ruku své současné snoubenky Ireny, pokud přemluví Bajezída, aby mu dal Asterii za manželku.
Do toho přijíždí Irena, která se (pohoršena nad tím, co se dozvěděla o Tamerlánových úmyslech) rozhodne vystupovat zatím v převleku za svoji vlastní vyslankyni a získat zpět Tamerlánovu lásku.
Tamerlán mezitím stále více naléhá na Bajazída. Když mu začne hrozit smrtí, rozhodne se Asterie předstírat lásku k Tamerlánovi, aby zachránila svého otce.

### Druhé dějství
Bajazíd je neústupný a nechce Tamerlánovi svou dceru dát za žádnou cenu. Tamerlán mu opět vyhrožuje smrtí a Asterie naoko souhlasí se sňatkem, aby otce zachránila - ten jí za to zahrne výčitkami. Asterie má v úmyslu Tamerlána zabít - a dokonce to při svatbě a svém uvedení na trůn přizná, čímž Tamerlána dost rozruší. Ten se samozřejmě chystá pomstít.

### Třetí dějství
Tamerlán se snaží pokořit Asterii tím, že z ní udělá svou otrokyni a Bajazída tím, že se bude muset dívat, jak mu jeho dcera slouží. Asterie Tamerlánovi otravuje víno ve sklenici, kterou mu má jako služebná podat. Irena Tamerlánovi zachraňuje život a odhaluje svou pravou totožnost.
Tamerlán pod dojmem síly lásky mezi Asterií a Andronicem, a Ireny k němu samotnému bere zpět na milost Irenu, nechává Asterii Andronicovi. Bajazíd se v posledním dějství otráví stejným jedem, který měla použít Asterie na Tamerlána, protože toho asi už má všeho plné zuby.

## České inscenace
Operu Tamerlán uvedlo Státní divadlo v Brně v sezóně 1967/1968  a Národní divadlo v Praze v roce 1977.

## Nahrávky
- Tamerlán (průřez operou). 1967. Česká televize. Orchestr opery Janáčkova divadla v Brně, dir. Václav Nosek. Sol. V. Krejčík, R. Tuček, C. Strádalová, R. Novák.[3]
- Roku 1980 byla pořízena nahrávka zkráceného znění opery pro Československý rozhlas. Zpívají (Tamerlán) Miroslav Švejda, (Bajazet) Karel Berman, (Asterie) Naďa Šormová, (Andronikos) René Tuček. Orchestr Národního divadla v Praze řídí Josef Kuchinka.[4]
- árie "Já vím, co los mi chystá", "Je lépe čestně zemřít", "Spár mrazivý už cítím". Karel Berman. Operní recitál. Radioservis: 2009.

- árie "Sento nel alma mia", "Nacqui in seno alla sventura", Decade: Mozart & Mysliveček. Nibiru: 2014. L’armonia terrena, dir. Zdeněk Klauda, sol. Simona Šaturová.